# Japonska arhitektura
Za japonsko arhitekturo (日本建築, Nihon kenčiku) so značilne lesene konstrukcije, nekoliko dvignjene od tal, s strehami iz ploščic ali slame. Namesto sten so bila uporabljena drsna vrata/stena (fusuma) in druge tradicionalne predelne stene, kar je omogočilo prilagajanje notranje konfiguracije prostora različnim priložnostim. Ljudje so običajno sedeli na blazinah ali drugače na tleh, tradicionalno; stoli in visoke mize niso bili razširjeni do 20. stoletja. Od 19. stoletja pa je Japonska v gradnjo in oblikovanje vključila večino zahodne, moderne in postmoderne arhitekture in je danes vodilna v vrhunskem arhitekturnem oblikovanju in tehnologiji.
Najzgodnejša japonska arhitektura je bila vidna v prazgodovini v preprostih zemljankah in kolibah, prilagojenih potrebam prebivalstva lovcev in nabiralcev. Vpliv Kitajske iz dinastije Han preko Korejskega polotoka je povzročil uvedbo bolj zapletenih skladišč žita in obrednih pogrebnih komor.
Uvedba budizma na Japonskem v 6. stoletju je bila katalizator za gradnjo velikih templjev z uporabo zapletenih tehnik v lesu. Vpliv kitajskih dinastij Sui in Tang je privedel do ustanovitve prve stalne prestolnice v Nari. Njena postavitev ulic s šahovnico je kot predlogo za oblikovanje uporabila kitajsko prestolnico Čangan.
Leta 894 v obdobju Heian (794–1185) je Japonska odpravila kentōši (japonske misijone v Tang Kitajski) in se začela oddaljevati od kitajske kulture ter kulture, imenovane Kokufu bunka (dobesedeno japonska kultura), ki je bila prilagojena japonskemu podnebju in je cvetel čut za estetiko. Slog šinden-zukuri, ki je bil arhitekturni slog rezidenc plemičev v tem obdobju, je pokazal izrazito edinstvenost japonske arhitekture in trajno določil značilnosti kasnejše japonske arhitekture. Njegove značilnosti so odprta struktura z nekaj stenami, ki jih je mogoče odpirati in zapirati z vrati, shitomi in sudare (tradicionalni japonski zasloni ali žaluzije), struktura, v kateri se čevlji sezujejo za vstop v hišo na hoduljah in sedenje ali spanje neposredno na tatami blazinah brez uporabe stolov in postelj.
Ko je razred samurajev pridobil moč v obdobju Kamakura (1185–1333), se je slog šinden-zukuri spremenil in v obdobju Muromači (1333–1573) se je pojavil slog šoin-zukuri. Ta slog je trajno vplival na poznejše japonske arhitekturne sloge in postal osnova modernih japonskih hiš. Njegove značilnosti so bile, da so bila popolnoma sprejeta drsna vrata, imenovana fusuma in papirnata okna, imenovana šodži, po vsej sobi pa so bili položeni tatamiji.
Uvedba obreda pitja čaja je poudarila preprostost in skromen dizajn kot kontrapunkt ekscesom aristokracije. V obdobju Azuči–Momojama (1568–1600) so se pod vplivom čajnice, imenovane čašicu, pojavile vile v slogu sukija-zukuri. Sprva je bil to arhitekturni slog za vile daimjo (japonskih fevdalcev) in dvornih plemičev, v obdobju Edo (1683–1807) pa so ga uporabili za rjōtei (restavracije v japonskem slogu) in čašicu, kasneje pa tudi uporablja za rezidence.
Med obnovo Meidži leta 1868 sta zgodovino japonske arhitekture korenito spremenila dva pomembna dogodka. Prvi je bil Zakon o ločitvi Kami in Bude iz leta 1868, ki je uradno ločil budizem od šintoizma in budistične templje od šintoističnih svetišč, s čimer je prekinil povezavo med obema, ki je trajala več kot tisoč let. Drugič, takrat je Japonska prestala obdobje intenzivne vesternizacije, da bi lahko konkurirala drugim razvitim državam. Sprva so bili na Japonsko uvoženi arhitekti in slogi iz tujine, vendar je država postopoma učila svoje arhitekte in začela izražati svoj slog. Arhitekti, ki so se vrnili s študija pri zahodnih arhitektih, so na Japonsko uvedli mednarodni slog modernizma. Vendar pa so šele po drugi svetovni vojni japonski arhitekti naredili vtis na mednarodnem prizorišču, najprej z delom arhitektov, kot je Kenzo Tange, nato pa s teoretskimi gibanji, kot je metabolizem.

## Splošne značilnosti japonske tradicionalne arhitekture
V tradicionalni japonski arhitekturi obstajajo različni slogi, značilnosti in tehnike, edinstvene za Japonsko v vsakem obdobju in uporabi, kot so rezidenca, grad, budistični tempelj in šintoistično svetišče. Po drugi strani pa je bila zlasti v starih časih pod močnim vplivom kitajske kulture, tako kot druge azijske države, zato ima značilnosti, ki so skupne arhitekturi v azijskih državah.
Deloma tudi zaradi raznolikosti podnebja na Japonskem in tisočletja med prvim in zadnjim kulturnim uvozom je rezultat izjemno heterogen, vendar je kljub temu mogoče najti več praktično univerzalnih značilnosti. Na prvem mestu je izbira materialov, vedno les v različnih oblikah (deske, slama, lubje, papir itd.) za skoraj vse konstrukcije. Za razliko od zahodne in nekatere kitajske arhitekture se uporabi kamna izogibajo, razen za nekatere posebne namene, na primer za temelje templjev in pagod.
Splošna struktura je skoraj vedno enaka: stebri in preklade podpirajo veliko in rahlo ukrivljeno streho, medtem ko so stene tanke kot papir, pogosto premične in nikoli nosilne. loki in ukrivljeni stropi so popolnoma odsotni. Zatrepi in napušč so blažji kot na Kitajskem, stebrna entaza (konveksnost v sredini) pa omejena.
Streha je vizualno najbolj impresivna komponenta, ki pogosto predstavlja polovico velikosti celotne stavbe. Rahlo ukrivljeni napušči segajo daleč čez stene in pokrivajo verande, zato morajo njihovo težo podpirati zapleteni sistemi nosilcev, imenovani tokjō, v primeru templjev in svetišč. V domačih strukturah so sprejete preprostejše rešitve. Predimenzionirani napušči dajejo notranjosti značilno temnost, ki prispeva k atmosferi objekta. Notranjost stavbe je običajno sestavljena iz ene same sobe v središču, imenovane moja, iz katere odstopajo vsi drugi manj pomembni prostori.
Razdelitve notranjega prostora so tekoče, velikost prostora pa je mogoče spremeniti z uporabo zaslonov ali premičnih papirnatih sten. Velik, enoten prostor, ki ga ponuja glavna dvorana, je torej mogoče razdeliti glede na potrebe. Na primer, nekatere stene je mogoče odstraniti in različne sobe začasno združiti, da naredite prostor za več gostov. Ločevanje med notranjostjo in zunanjostjo samo po sebi v določeni meri ni absolutno, saj je mogoče odstraniti celotne stene in s tem odpreti rezidenco ali tempelj obiskovalcem. Zunanjemu se verande zdijo del stavbe, tistim v stavbi pa del zunanjega sveta. Strukture so torej v določeni meri del svojega okolja. Poskrbljeno je, da se stavba zlije z okoliškim naravnim okoljem.
Uporaba konstrukcijskih modulov ohranja razmerja med različnimi deli stavbe konstantna in ohranja njeno celotno harmonijo.
Celo v primerih, kot je šintoistično svetišče Nikkō Tōšō-gū, kjer je vsak razpoložljiv prostor močno okrašen, ornamenti sledijo in zato poudarjajo, namesto da skrijejo osnovne strukture.
Te značilnosti so bile skupne tako sakralni kot profani arhitekturi in so olajšale pretvorbo laične stavbe v tempelj ali obratno. To se je na primer zgodilo v Hōryū-dži, kjer je bil dvorec plemkinje spremenjen v versko stavbo.

## Prazgodovina
Prazgodovinsko obdobje vključuje obdobja Džōmon, Jajoi in Kofun, ki segajo od približno 5000 pr. n. št. do začetka 8. stoletja n. št.
V treh fazah obdobja Džōmon je bilo prebivalstvo predvsem lovsko-nabiralsko z nekaterimi primitivnimi kmetijskimi veščinami, njihovo vedenje pa so pretežno določale spremembe podnebnih razmer in drugih naravnih stimulansov. Zgodnja bivališča so bila zemljanke, sestavljene iz plitvih jam s tlemi iz nabite zemlje in travnatih streh, namenjenih zbiranju deževnice s pomočjo posod za shranjevanje. Kasneje v tem obdobju je hladnejše podnebje z večjo količino padavin povzročilo upad prebivalstva, kar je prispevalo k zanimanju za obredje. V tem času so se prvič pojavili koncentrični kamniti krogi.
V obdobju Jajoi so Japonci začeli komunicirati s kitajsko dinastijo Han, katere znanje in tehnične veščine so začele vplivati nanje. Japonci so začeli graditi skladišča z dvignjenimi tlemi kot kašče, ki so bile zgrajene s kovinskimi orodji, kot so žage in dleta, ki so se začela pojavljati v tem času. Rekonstrukcija na arheološkem najdišču Toro, Šizuoka, je lesena škatla iz debelih desk, ki so v vogalih spojene v slogu brunarice in podpirajo osem stebrov. Streha je slamnata, vendar je za razliko od tipične štirikapne strehe jamskih bivališč preprosta dvokapnica v obliki črke V. Nekateri avtorji pripisujejo dvignjenim strukturnim načrtom tega obdobja stik z avstronezijskimi ljudstvi, ki so gojili riž iz obalne vzhodne Kitajske ali Tajvana in ne s Hani.
Obdobje Kofun je zaznamovalo pojav grobnih gomil ali tumulusov z več komorami (kofun dobesedno pomeni »stare gomile«). Na podobne gomile na Korejskem polotoku naj bi vplivala Japonska. Na začetku tega obdobja so grobnice, znane kot kofun v obliki odprtine za ključavnico ali zenpō-kōen fun (ja: 前方後円墳, spredaj kvadratna, zadaj okrogla nagrobna gomila), pogosto uporabljale obstoječo topografijo in oblikovale in dodajanje umetnih jarkov, da se oblikuje značilna oblika ključavnice, tj. kroga, ki je med seboj povezan s trikotnikom. Dostop je bil preko navpičnega jaška, ki je bil zaprt, ko je bil pokop končan. V komori je bilo prostora za krsto in grobne pridatke. Gomile so bile pogosto okrašene s figurami iz terakote, imenovanimi haniva. Kasneje v tem obdobju so gomile postavljali na ravnih tleh, njihov obseg pa se je močno povečal. Med številnimi primeri v Nari in Osaki je najbolj opazna Daisen-kofun, označena kot grobnica cesarja Nintokuja. Grobnica obsega 32 hektarjev in naj bi bila okrašena z 20.000 figurami haniva.
Proti koncu obdobja Kofun so grobnice izginile, ko so postali priljubljeni budistični obredi upepeljevanja.
- Rekonstruirana dvignjena stavba v Jošinogari, prefektura Saga, 2. ali 3. stoletje
- Rekonstruirane bivalne hiše v Jošinogariju
- Rekonstruirano skladišče žita v Toru, Šizuoka
- Rekonstruirana dvignjena stavba v Jošinogariju
- Daisenryō Kofun, Osaka, 5. stoletje

## Asuka in Nara arhitektura
K arhitekturnim spremembam v obdobju Asuka je največ prispevala uvedba budizma. Novi templji so postali središča čaščenja, pogrebne prakse pa so hitro postale prepovedane. Poleg tega je budizem pripeljal do ideje o stalnih svetiščih in dal šintoistični arhitekturi velik del njenega sedanjega besednjaka.
Nekatere najzgodnejše strukture, ki še obstajajo na Japonskem, so budistični templji, ustanovljeni v tem času. Najstarejše ohranjene lesene stavbe na svetu so v Horju-dži, severovzhodno od Nare. Prvič zgrajen v začetku 7. stoletja kot zasebni tempelj prestolonaslednika Šōtokuja, sestavlja ga 41 neodvisnih stavb; najpomembnejša, glavna bogoslužna dvorana ali Kon-dō (金堂, Zlata ali glavna dvorana) in petnadstropna pagoda), stojita v središču odprtega prostora, obdanega s pokritim križnim hodnikom (kairō). Kondo, v slogu kitajskih bogoslužnih dvoran, je dvonadstropna stavba iz stebrov in tramov, ki jo pokriva irimoya ali vzhodnoazijska dvokapna streha iz keramičnih ploščic.
Naselje Heidžō-kjō, današnja Nara, je bilo ustanovljeno leta 708 kot prva stalna prestolnica države Japonske. Razporeditev njegovih ulic in stavb s šahovnico je bila oblikovana po vzoru kitajske prestolnice Čangan. Mesto je kmalu postalo pomembno središče budističnega čaščenja na Japonskem. Najbolj veličasten od teh templjev je bil Todai-dži, zgrajen kot tekmec templjem kitajskih dinastij Tang in Sui. Ustrezno je, da je 16,2-metrski Buda ali Daibucu (dokončan leta 752), posvečen v glavni dvorani, Rušana Buda, figura, ki predstavlja bistvo Budovstva, tako kot je Tōdai-dži predstavljal središče imperialno sponzoriranega budizma in njegovo širjenje po vsej Japonski. Ohranjenih je le nekaj fragmentov prvotnega kipa, sedanja dvorana in osrednji Buda pa sta rekonstrukciji iz obdobja Edo. Okoli glavne dvorane (Daibutsuden) so na rahlo nagnjenem pobočju številne sekundarne dvorane: Hokke-dō (dvorana Lotusove sutre) in skladišče, imenovano Šōsō-in, ter sosednji Kōfuku-dži. Ta zadnja stavba je velikega pomena kot umetnostnozgodovinski zaklad, saj so v njej shranjeni pripomočki, ki so bili uporabljeni pri obredu posvetitve templja leta 752, pa tudi vladni dokumenti in številni posvetni predmeti v lasti cesarske družine.
- Kondo in pagoda v Horju-dži, Ikaruga, Nara, zgrajena v 7. stoletju
- Pagoda v Hoki-dži, Ikaruga, Nara, zgrajena leta 706
- Pagoda v Jakuši-dži, Nara, prvotno zgrajena leta 730
- Hokkedō pri Todai-dži, Nara, ustanovljeno leta 743
- Šōsō-in v Todai-dži, Nara, zgrajena v 8. stoletju
- Zlati tempelj v Tōšōdai-dži, Nara, zgrajen v 8. stoletju

## Obdobje Heian
Čeprav je mreža budističnih templjev po vsej državi delovala kot katalizator za raziskovanje arhitekture in kulture, je to vodilo tudi k temu, da je duhovščina pridobila večjo moč in vpliv. Cesar Kanmu se je odločil ubežati temu vplivu tako, da je svojo prestolnico najprej preselil v Nagaoka-kjō in nato v Heian-kjo, danes znan kot Kjoto. Čeprav je bila postavitev mesta podobna Nari in navdihnjena s kitajskimi precedenci, so palače, templji in bivališča začeli kazati primere lokalnega japonskega okusa.
Težki materiali, kot so kamen, malta in glina, so bili opuščeni kot gradbeni elementi, prevladujejo preproste lesene stene, tla in predelne stene. Domače vrste, kot je cedra (sugi), so bile priljubljene kot notranji zaključek zaradi svoje izrazite zrnatosti, medtem ko sta bila bor (matsu) in macesen (aka matsu) običajna za strukturno uporabo. Za strehe so uporabljali opečne strešnike in vrsto čempresa, imenovano hinoki.  Nekje v tem obdobju je bila sprejeta skrita streha, edinstvena japonska rešitev za težave z odvodnjavanjem strehe.
Naraščajoča velikost stavb v prestolnici je vodila do arhitekture, ki temelji na stebrih, ki so redno razporejeni v skladu z merilom ken, tradicionalnim merilom velikosti in sorazmerja. Cesarska palača Šišinden je predstavljala slog, ki je bil predhodnik poznejšega aristokratskega sloga gradnje, znanega kot šinden-zukuri. Za slog so bile značilne simetrične stavbe, postavljene kot kraki, ki so določali notranji vrt. Ta vrt je nato uporabil izposojeno pokrajino, da se je navidezno zlil s širšo pokrajino. Postopno povečevanje velikosti stavb je privedlo do standardnih merskih enot ter izboljšav v tlorisu in načrtovanju vrtov.
Leta 894 je Japonska odpravila kentōši (japonske misije v Tang Kitajski) in se začela oddaljevati od kitajske kulture, zacvetela pa je japonskemu podnebju in estetskemu čutu prilagojena kultura Kokufu bunka (dobesedno japonska kultura). Slog šinden-zukuri, ki je bil arhitekturni slog rezidenc plemičev v tem obdobju, je pokazal izrazito edinstvenost japonske arhitekture in trajno določil značilnosti kasnejše japonske arhitekture. Njegove značilnosti so odprta struktura z nekaj stenami, ki jih je mogoče odpirati in zapirati z vrati ter šitomi in sudare, struktura, v kateri se čevlji sezujejo za vstop v hišo na hoduljah, sedenje ali spanje neposredno na tatami blazinah brez uporabe stolov in postelj, streha iz laminiranega lubja hinoki (japonska pacipresa – Chamaecyparis obtusa) namesto keramičnih ploščic in naravna tekstura, ki ni naslikana na stebrih. Uveljavil se je budistični arhitekturni slog, imenovan Vajō, ki se je razvil v skladu z japonskim podnebjem in estetskim občutkom.
Duhovnik Kukai (najbolj znan po posmrtnem naslovu Kōbō Daiši, 774–835) je odpotoval na Kitajsko, da bi študiral šingon, obliko vadžrajanskega budizma, ki jo je uvedel na Japonsko leta 806. V jedru čaščenja šingona so različne mandale, diagrami duhovnega vesolja, ki je vplivalo na oblikovanje templja. Templji, postavljeni za to novo sekto, so bili zgrajeni v gorah, daleč stran od dvora in laikov v prestolnici. Nepravilna topografija teh območij je njihove načrtovalce prisilila, da so ponovno razmislili o problemih gradnje templjev in pri tem izbrali bolj avtohtone elemente oblikovanja.
V tem času je arhitekturni slog budističnih templjev začel vplivati na slog šintoističnih svetišč. Na primer, tako kot njihovi budistični dvojniki so svetišča šintō začela barvati običajno nedokončane lesene elemente z značilno rdečo cinabaritno barvo.
V kasnejšem delu obdobja Heian so bili prvi dokumentirani pojavi ljudskih hiš v slogu/obliki minka. Zanje je bila značilna uporaba lokalnih materialov in delovne sile, zgrajene so bilea predvsem iz lesa, imele so zemeljska tla in slamnate strehe.
- Dvorana Phoenix v Bjōdō-in, Udži, Kjoto, zgrajena leta 1053
- Svetišče Udžigami, Udži, Kjoto, zgrajeno leta 1060
- Svetišče Icukušima, kon-dō, Hacukaiči, Hirošima, zgrajeno leta 1168
- Pagoda Ičidžō-dži, Kasai, Hjōgo, zgrajena leta 1171
- Nageire-dō iz Sanbucu-dži, Misasa, Totori
- Tipična kmečka hiša gasshō-zukuri v slogu minke

## Obdobje Kamakura in Muromači
V obdobju Kamakura (1185–1333) in naslednjem obdobju Muromači (1336–1573) je japonska budistična arhitektura naredila tehnološki napredek, ki se je oddaljil od kitajske arhitekture. Kot odgovor na domače zahteve, kot so odpornost proti potresom in zavetje pred močnimi padavinami ter poletno vročino in soncem, so se mizarski mojstri tega časa odzvali z edinstveno vrsto arhitekture in ustvarili sloga Daibucujō in Zenšūjō. Slog Vajō je bil združen z Daibucujō in Zenšūjō, da sta nastala sloga Šin-vajō in Setčūjō, število templjev v čistem slogu vajō pa se je po 14. stoletju zmanjšalo.
Obdobje Kamakura se je začelo s prenosom oblasti na Japonskem s cesarskega dvora na šogunat Kamakura. Med vojno Genpei (1180–1185) je bilo poškodovanih veliko tradicionalnih stavb v Nari in Kjotu. Na primer, Kōfuku-dži in Tōdai-dži je požgal Taira no Šigehira iz klana Taira leta 1180. Številne od teh templjev in svetišč je pozneje ponovno zgradil šogunat Kamakura, da bi utrdil šogunovo oblast.
Čeprav je bila arhitektura v obdobju Kamakura manj dovršena kot v obdobju Heian, je bila zaradi povezave z vojaškim redom seznanjena s preprostostjo. Nove rezidence so uporabljale slog buke-zukuri, ki je bil povezan s stavbami, obdanimi z ozkimi jarki ali ograjami. Obramba je postala prednostna naloga, saj so bile stavbe združene pod eno streho in ne okoli vrta. Vrtovi hiš iz obdobja Heian so pogosto postali vadbena igrišča.
Po padcu šogunata Kamakura leta 1333 je nastal šogunat Ašikaga, ki je imel kasneje sedež v kjotskem okrožju Muromači. Bližina šogunata cesarskemu dvoru je povzročila rivalstvo v višjih slojih družbe, kar je povzročilo težnje po luksuznih dobrinah in življenjskem slogu. Aristokratske hiše so bile prilagojene preprostemu slogu buke-zukuri, da bi bile podobne prejšnjemu slogu šinden-zukuri. Dober primer te razkošne arhitekture je Kinkaku-dži v Kjotu, ki je okrašen z lakom in zlatimi lističi v nasprotju s svojo sicer preprosto stavbo in strehami iz navadnega lubja.
V obdobju Muromachi je slog šinden-zukuri, ki je bil glavni tok rezidenc japonskih plemičev, upadel, šoin-zukuri, ki se je razvil iz buke-zukuri rezidenc razreda samurajev, pa je postal prevladujoč. Šoin-zukuri je trajno vplival na poznejša japonska stanovanja in je osnova sodobnih japonskih stanovanj. V starem arhitekturnem slogu so bili tatami položeni le v delu prostora, v slogu šoin-zukuri pa so bili tatami položeni po celem prostoru. V tem slogu so za ločevanje prostorov uporabljali drsna vrata, imenovana fusuma, znotraj lesenih polkn pa so vgradili notranje okno, imenovano šodži, ki so ga naredili tako, da so na lesen okvir nalepili papir, prepusten za sončno svetlobo. V sobi sta bili postavljeni tokonoma (niša za razstavo umetniških predmetov) in čigaidana (police, vgrajene v steno) za dekoracijo različnih stvari.
Da bi zajezili presežek višjih slojev, so mojstri zena uvedli čajni obred. V arhitekturi je to spodbudilo zasnovo čašicu (čajnic) do skromne velikosti s preprostimi detajli in materiali. Čašicu tipične velikosti je velika 4 1/2 tatamija.
V vrtu so načela zena nadomestila vodo s peskom ali gramozom, da bi ustvarili suh vrt (karesansui), kot je tisti v Rjōan-dži.
- Džōdo-dō iz Džodo-dži, Ono, Hjōgo, zgrajen leta 1194
- Dandžogaran Fudo-dō na gori Kōja, Vakajama, zgrajen leta 1197.
- Sandžūsangen-dō, Kjoto, zgrajen leta 1266
- Bucuden Kōzan-dži (Šimonoseki), zgrajen leta 1320
- Šōfuku-dži, Tokio, končana leta 1407
- Ginkaku-dži, Kjoto, zgrajen v 15. st.
- Pagoda Negoro-dži v Ivade, Vakajama, zgrajen leta 1547.
- Rjōan-dži suhi vrt v Kjotu
- Vrt Tenrjū-dži v Kjotu

## Obdobje Azuči-Momojama
V obdobju Azuči–Momojama (1568–1600) je Japonska po dolgem obdobju državljanske vojne prestala proces združevanja. Zaznamovala ga je vladavina Oda Nobunage in Tojotomija Hidejošija, mož, ki sta gradila gradove kot simbole svoje moči; Nobunaga v Azučiju, kjer je bil sedež njegove vlade in Hidejoši v Momojami. Vojna Ōnin v obdobju Muromači je povzročila vzpon grajske arhitekture na Japonskem. Do obdobja Azuči-Momojama je smela vsaka domena imeti en svoj grad. Običajno je bil sestavljen iz osrednjega stolpa ali tenšu (天守, dobesedno obramba nebes), obdanega z vrtovi in utrjenimi stavbami. Vse to je bilo postavljeno znotraj masivnih kamnitih zidov in obdano z globokimi jarki. Temno notranjost gradov so pogosto okrasili umetniki, prostori so bili ločeni z drsnimi ploščami fusuma in zložljivimi zasloni bjōbu.
Slog šoin-zukuri v obdobju Muromači se je še naprej izpopolnjeval. Verande so povezovale notranjost stanovanjskih stavb z visoko kultiviranimi zunanjimi vrtovi. Fusuma in bjōbu sta postala zelo okrašena s slikami in pogosto je bila notranja soba s policami in nišo (tokonoma) uporabljena za prikaz umetniških del (običajno visečih zvitkov).
V tem obdobju so se pod vplivom čajnice, imenovane čašicu, pojavile vile v slogu sukija-zukuri.
Grad Macumoto, Kumamoto in grad Himedži (popularno znan kot grad Bele čaplje) so odlični primeri gradov tega obdobja, medtem ko je grad Nijō v Kjotu primer grajske arhitekture, pomešane s cesarsko palačo, da ustvari slog, ki je bolj v skladu s kitajskim vplivom prejšnjih stoletij.
- Grad Himedži v Himedžiju, Hjōgo, dokončan leta 1618
- Grad Macumoto v Macumotu, Nagano, dokončan leta 1600.
- Suhi kamniti zidovi gradu Kumamoto, dokončani leta 1600.
- Palača Ninomaru v gradu Nidžō, Kjoto
- ‘’Byōbu s šestimi ploščami iz 17. stoletja

## Obdobje Edo
Šogunat Tokugava je mesto Edo (kasneje postalo del današnjega Tokia) prevzel za svojo prestolnico. Zgradili so mogočno trdnjavo, okoli katere so bile zgrajene stavbe državne uprave in rezidence za provincialne daimyō. Mesto je zraslo okoli teh stavb, povezanih z mrežo cest in kanalov. Do leta 1700 je prebivalstvo naraslo na milijon. Zaradi pomanjkanja prostora za stanovanjsko arhitekturo so bile hiše zgrajene v dveh nadstropjih, pogosto na dvignjenih kamnitih podstavkih.
Čeprav so mačija (mestne hiše) obstajale že od obdobja Heian, so se začele izpopolnjevati v obdobju Edo. Mačija so običajno zasedale globoke, ozke parcele, ki so mejile na ulico (širina parcele je običajno kazala na bogastvo lastnika), pogosto z delavnico ali trgovino v pritličju. Na strehi so namesto slame uporabljali ploščice, izpostavljen les pa so pogosto ometali, da bi zaščitili stavbo pred ognjem. Zgrajene so bile razkošne stavbe, ki so kazale bogastvo in moč fevdalcev, kot sta Kamijašiki Macudaira Tadamasa ali Ōzone Šimojašiki.
Edo je hudo trpel zaradi uničujočih požarov in veliki požar Meireki leta 1657 je bil prelomnica v urbanističnem oblikovanju. Sprva je vlada kot način za zmanjšanje širjenja požara zgradila kamnite nasipe na vsaj dveh lokacijah ob rekah v mestu. Sčasoma so jih podrli in nadomestili s skladišči dōzō, ki so jih uporabljali kot požarne pregrade in za shranjevanje blaga, raztovorjenega iz kanalov. Dōzō so bili zgrajeni s konstrukcijskim okvirjem iz lesa, prevlečenega s številnimi plastmi zemeljskega ometa na stenah, vratih in strehi. Nad zemeljskimi strehami je bil leseni okvir, ki je nosil streho iz strešnikov. Čeprav so Japonci, ki so študirali z Nizozemci v njihovi naselbini Dedžima (umetni otok pri Nagasakiju, ki je služil kot trgovska baza Portugalcev), zagovarjali gradnjo s kamnom in opeko, tega niso izvedli zaradi njihove občutljivosti na potrese. Mačija in skladišča iz poznejšega dela obdobja so značilna po črni barvi zunanjih mavčnih sten. Ta barva je nastala z dodajanjem indijskega črnila žganemu apnu in zdrobljeni lupini ostrig.
Čiste linije posvetne arhitekture v Edu so vplivale na slog sukija-zukuri stanovanjske arhitekture. Samostojna palača Kacura in cesarska vila Šugaku-in na obrobju Kjota sta dobra primera tega sloga. Ta arhitektura ima preproste linije in dekor ter uporablja les v njegovem naravnem stanju. Slog sukija se ni uporabljal le za vile, ampak tudi za ryōtei (restavracije v japonskem slogu) in čašicu, kasneje pa so ga uporabili tudi za rezidence.
V zelo poznem delu obdobja sankin-kōtai je bil zakon, ki je od daimjev zahteval vzdrževanje bivališč v prestolnici, razveljavljen, kar je povzročilo zmanjšanje števila prebivalstva v Edu in sorazmerno zmanjšanje dohodka za šogunat.
- Tenšu gradu Macue v prefekturi Šimane, zgrajen leta 1607
- Tenšu gradu Hirosaki v Hirosakiju, Aomori, dokončan leta 1611
- Grad Hikone v Hikoneju, Šiga, dokončan leta 1622
- Hondo iz Kijomizu-dera, Kjoto, zgrajen leta 1633
- Konpončudo iz Enrjaku-dži v Ōcuju, Šiga, zgrajen leta 1641
- Jomeimon v šintoističnem svetišču (tōšō-gū), Nikkō, Točigi
- Znotraj Šokintei v cesarski vili Kacura, Kjoto, zgrajeno v 17. stoletju
- Tenšu gradu Kōči v mestu Kōči, prefektura Kōči, zgrajen leta 1748
- Tri dvorane templja Engjō-dži v Himedžiju, Hjōgo, dokončane v 18. stoletju
- Mestna hiša s črno (edoguro) barvo do zgornjega nadstropja

## Meidži, Taišo in zgodnje Šova obdobje
Proti koncu šogunata Tokugava se je zahodni vpliv v arhitekturi začel kazati v stavbah, povezanih z vojsko in trgovino, zlasti v pomorskih in industrijskih objektih. Po ponovni vrnitvi cesarja Meidžija na oblast (znano kot obnova Meidži) je Japonska začela hiter proces zahodnjaštva, ki je privedel do potrebe po novih vrstah stavb, kot so šole, banke in hoteli. Na zgodnjo arhitekturo Meidži je sprva vplivala kolonialna arhitektura v kitajskih pogodbenih pristaniščih, kot je Hong Kong. Britanski trgovec Thomas Glover je v Nagasakiju zgradil lastno hišo v takšnem slogu s pomočjo spretnosti lokalnih mizarjev. Njegov vpliv je pripomogel h karieri arhitekta Thomasa Watersa, ki je leta 1868 zasnoval kovnico v Osaki, dolgo, nizko stavbo iz opeke in kamna z osrednjim portikom s pedimentom. V Tōkiu je Waters zasnoval Komercialni muzej, ki naj bi bil prva zidana stavba v mestu.
V Tokiu je vlada po tem, ko je leta 1872 do tal požgalo območje Cukidži, območje Ginza označila za model modernizacije. Vlada je načrtovala gradnjo ognjevarnih opečnih stavb in večjih, boljših ulic, ki bi povezovale postajo Šimbaši in tujo koncesijo v Cukidžiju ter pomembne vladne stavbe. Zasnove za območje je zagotovil britanski arhitekt Thomas James Waters; za gradnjo je skrbel Gradbeni biro Ministrstva za finance. Naslednje leto je bila dokončana Ginza v zahodnem slogu. Stavbe »Bricktown« so sprva ponujali naprodaj, kasneje oddali v najem, a so zaradi visoke najemnine mnoge ostale nezasedene. Kljub temu je območje cvetelo kot simbol »civilizacije in razsvetljenstva«, zahvaljujoč prisotnosti časopisov in revij, ki so vodile trende. Območje je bilo znano tudi po izložbah, ki so primer sodobnih marketinških tehnik. "Bricktown" v Ginzi je služil kot model za številne druge modernizacijske sheme v japonskih mestih.
Eden glavnih primerov zgodnje zahodne arhitekture je bila Rokumeikan, velika dvonadstropna stavba v Tokiu, dokončana leta 1883, ki naj bi postala kontroverzni simbol zahodnjaštva v obdobju Meidži. Za nastanitev tujih gostov jo je naročil zunanji minister Inoue Kaoru, zasnoval pa jo je Josiah Conder, ugleden tuji vladni svetovalec na Japonskem Meidži (o-yatoi gaikokujin). Rjōunkaku je bil prvi japonski nebotičnik v zahodnem slogu, zgrajen leta 1890 v Asakusi. Vendar se je tradicionalna arhitektura še vedno uporabljala za nove stavbe, kot je Kjūden v tokijski cesarski palači, čeprav z značilnimi zahodnjaškimi elementi, kot je brizgajoča vodna fontana v vrtovih.
V nasprotju z Watersovo stavbo v neoklasicističnem slogu so japonski tesarji razvili psevdojaponski slog, znan kot gijōfū, ki je v glavnem uporabljal les. Dober primer tega je osnovna šola Kaiči v prefekturi Nagano, zgrajena leta 1876. Tesarski mojster Tateiši Kijošige je odpotoval v Tōkiō, da bi videl, kateri zahodni gradbeni slogi so priljubljeni in jih vključil v šolo s tradicionalnimi gradbenimi metodami. Zgrajena na podoben način kot tradicionalna (kura (倉)) skladišča, lesena stavba, ometana znotraj in zunaj, vključuje osmerokotni kitajski stolp in ima kamnite vogale. Tradicionalni omet namako so uporabili na dnu sten, da bi dali vtis, da stavba stoji na kamniti podlagi. Drug primer je bila stavba prve Narodne banke v Tokiu, zgrajena leta 1872.
Japonska vlada je povabila tudi tuje arhitekte, da delajo na Japonskem in poučujejo nove japonske arhitekte. Eden od teh, britanski arhitekt Josiah Conder, je nadaljeval z usposabljanjem številnih najvidnejših japonskih arhitektov iz obdobja Meidži, vključno s Kingom Tacuno, Tacuzō Sone in Tokuma Katajama. Tacunova zgodnja dela so imela beneški slog, na katerega je vplival John Ruskin, toda njegova kasnejša dela, kot sta Japonska banka (1896) in Tōkijska postaja (1914), imajo bolj pridih Beaux-Arts. Po drugi strani pa je na Katajamo bolj vplival slog francoskega drugega imperija, ki ga lahko vidimo v Narodnem muzeju Nara (1894) in Narodnem muzeju Kjoto (1895).
Leta 1920 je skupina mladih arhitektov ustanovila prvo organizacijo modernističnih arhitektov. Znani so bili kot Bunriha, dobesedno »secesionistična skupina«, ki so jo delno navdihnili dunajski secesionisti. Ti arhitekti so bili zaskrbljeni zaradi zanašanja na zgodovinske sloge in dekoracijo ter so namesto tega spodbujali umetniško izražanje. Svoj vpliv so črpali iz evropskih gibanj, kot sta ekspresionizem in Bauhaus in pomagali utreti pot k uvedbi mednarodnega stila modernizma.
V obdobjih Taišo in zgodnjem Šova sta na Japonskem delovala dva vplivna ameriška arhitekta. Prvi je bil Frank Lloyd Wright, ki je zasnoval hotel Imperial v Tokiu (1913–1923) in gostišče Džodokō (1924), pri čemer sta oba uporabljala lokalno pridobljen kamen Ōja. Wright je imel pod mentorstvom številne japonske vajence, kot je Arata Endo, ki je leta 1930 zgradil hotel Kōšien.
Drugi je bil Antonin Raymond, ki je delal za Wrighta pri hotelu Imperial, preden je odšel in ustanovil svoj biro v Tōkiu. Čeprav njegova zgodnja dela, kot je Tōkyō Women's Christian College, kažejo Wrightov vpliv, je kmalu začel eksperimentirati z uporabo in situ armiranega betona, ki ga je podrobno opisal na način, ki spominja na tradicionalne japonske metode gradnje. Med letoma 1933 in 1937 je na Japonskem ostal Bruno Taut. Njegovi spisi, zlasti tisti o cesarski vili Kacura, so ponovno ovrednotili tradicionalno japonsko arhitekturo in jo približali širšemu občinstvu.
Tako kot v dobi Meidži so izkušnje iz tujine pridobivali japonski arhitekti, ki so delali v Evropi. Med njimi sta bila Kunio Maekawa in Junzo Sakakura, ki sta delala v Le Corbusierjevem ateljeju v Parizu, ter Bunzō Jamaguči in Čikatada Kurata, ki sta delala z Walterjem Gropiusom.
Nekateri arhitekti so svoj ugled zgradili na delih javne arhitekture. Togo Murano, Raymondov sodobnik, je bil pod vplivom racionalizma in je zasnoval poslovno stavbo Morigo Shoten, Tōkio (1931) in javno dvorano Ube, prefektura Jamaguči (1937). Podobno je racionalistična moderna arhitektura Tecuro Jošida vključevala Tokijsko glavno pošto (1931) in glavno pošto v Ōsaki (1939).
V nasprotju z modernizmom na Japonskem je bil tako imenovani slog cesarske krone (teikan jōšiki). Za stavbe v tem slogu je bila značilna streha v japonskem slogu, kot sta Tokijski cesarski muzej (1937), arhitekt Hitoši Vatanabe in mestna hiša v Nagoji ter vladni urad prefekture Aiči. Vse bolj militaristična vlada je vztrajala, da so glavne stavbe zasnovane v »japonskem slogu«, kar je omejilo možnosti za modernistično oblikovanje na infrastrukturnih delih [56], kot je Bunzō Jamagučijeva Elektrarna številka 2 za jez Kurobe (1938).
Med drugo svetovno vojno in po njej je bilo izgubljenih veliko stavb iz obdobij Meidži, Taišo in Šova, kot je Rokumeikan. Taniguči Joširō (谷口 吉郎, 1904–79), arhitekt in Moto Cučikava sta leta 1965 ustanovila Meidži Mura blizu Nagoje, kjer se ponovno sestavi veliko število rešenih stavb. Podoben Arhitekturni muzej na prostem Edo-Tokio.

## Pozno obdobje Šova
Po vojni in pod vplivom vrhovnega poveljnika zavezniških sil generala Douglasa MacArthurja se je japonsko politično in versko življenje reformiralo, da bi ustvarili demilitarizirano in demokratično državo. Čeprav je bila leta 1947 sprejeta nova ustava, je Japonska (kot zaveznica Združenih držav Amerike) šele na začetku korejske vojne opazila gospodarsko rast, ki jo je povzročila proizvodnja industrijskega blaga. Leta 1946 je bilo ustanovljeno Združenje montažnih stanovanj, da bi poskušali obravnavati kronično pomanjkanje stanovanj in arhitekti, kot je Kunio Maekawa, so predložili načrte. Vendar pa je vlada zakonsko podprla stanovanja, ki jih je zgradil zasebni sektor, šele s sprejetjem Zakona o javnih stanovanjih leta 1951. Tudi leta 1946 je Odbor za sanacijo vojne škode predstavil ideje za obnovo trinajstih japonskih mest. Arhitekt Kenzō Tange je predložil predloge za Hirošimo in Maebaši.
Leta 1949 je Tange z zmagovalnim natečajem za načrtovanje Spominskega muzeja miru v Hirošimi prinesel mednarodno priznanje. Projekt (dokončan leta 1955) je vodil do vrste naročil, vključno s poslovno stavbo prefekture Kagava v Takamacu (1958) in staro mestno hišo Kurašiki (1960). V tem času sta se Tange in Maekava zanimala za tradicijo japonske arhitekture in vpliv lokalnega značaja. To je bilo ponazorjeno v Kagavi z elementi oblikovanja iz obdobja Heian, zlitega z mednarodnim slogom.
Leta 1955 je japonska vlada pozvala Le Corbusierja, naj načrtuje Narodni muzej zahodne umetnosti v Tokiju. Pomagali so mu njegovi trije bivši učenci: Maekawa, Sakakura in Takamasa Jošizaka. Zasnova je temeljila na Le Corbusierjevem muzeju v Ahmedabadu, oba muzeja pa sta kvadratna in dvignjena na pilote.
V veliki meri zaradi Tangejevega vpliva je Svetovna oblikovalska konferenca leta 1960 potekala v Tōkiu. Majhna skupina japonskih oblikovalcev, ki so prišli predstavljati Metabolist Movement, so predstavili svoj manifest in vrsto projektov. V skupini so bili arhitekti Kijonori Kikutake, Masato Ōtaka, Kišo Kurokava in Fumihiko Maki. Prvotno znani kot »šola zgorelega pepela« so se metabolisti povezovali z idejo prenove in regeneracije, zavračali vizualne predstavitve preteklosti in spodbujali idejo, da so posameznik, hiša in mesto deli enega samega organizma. Čeprav so posamezni člani skupine po nekaj letih šli v svojo smer, je trajna narava njihovih publikacij pomenila, da so bili v tujini dalj časa prisotni. Mednarodni simbol Metabolistov, kapsula, se je pojavila kot ideja v poznih 1960-ih in je bila leta 1972 predstavljena v Kurokavinem stolpu Nakagin Capsule Tower v Tōkiu.
V 1960-ih je na Japonskem prišlo do vzpona in širitve velikih gradbenih podjetij, vključno s Šimizu Corporation in Kadžima. Nikken Sekkei se je pojavil kot celovito podjetje, ki je v svoje stavbe pogosto vključevalo elemente oblikovanja Metabolist.
In the 1960s Japan saw both the rise and the expansion of large construction firms, 
Poletne olimpijske igre 1964 v Tokiu so dale velik zagon novega dizajna. Zgrajena so bila prizorišča in Jojogi National Gymnasium, ki ga je med letoma 1961 in 1964 zgradil Kenzo Tange in je postal znamenita stavba, znana po zasnovi viseče strehe, ki spominja na tradicionalne elemente šintoističnih svetišč. Druge strukture so Nippon Budokan, Komazawa Gymnasium in številne druge. Olimpijske igre so simbolizirale ponovni vzpon Japonske po uničenju v drugi svetovni vojni in odražale novo zaupanje v njeno arhitekturo.
V 1960-ih so bili tudi arhitekti, ki na svet arhitekture niso gledali z vidika metabolizma. Na primer, Kazuo Šinohara se je specializiral za majhne stanovanjske projekte, v katerih je raziskoval tradicionalno arhitekturo s preprostimi elementi v smislu prostora, abstrakcije in simbolike. V Hiši dežnik (1961) je raziskoval prostorsko razmerje med doma (z zemljo tlakovana notranja tla) in dvignjenim tatamijem v dnevni in spalni sobi. To razmerje je bilo nadalje raziskano s Hišo z zemeljskim podom (1963), kjer so bila v kuhinjski prostor vključena zbita zemeljska tla. Njegovo uporabo strehe za zasidranje svojega načrta za Hišo v belem (1966) primerjajo s prerijskimi hišami Franka Lloyda Wrighta. Šinohara je te abstrakcije raziskoval kot »tri sloge«, ki so bila obdobja oblikovanja, ki so segala od zgodnjih šestdesetih do sredine sedemdesetih let.
Nekdanji uslužbenec Kenza Tangea je bil Arata Isozaki, ki se je sprva zanimal za Metabolist Movement in je ustvaril inovativne teoretične projekte za City in the Air (1961) in Future City (1962). Vendar se je kmalu oddaljil od tega v smeri bolj manierističnega pristopa, podobnega delu Jamesa Stirlinga. To je bilo še posebej presenetljivo v podružnici Oita za Fukuoka Mutual (1967) s svojimi matematičnimi mrežami, betonsko konstrukcijo in izpostavljenimi servisi. V prefekturnem muzeju Gunma (1971–74) je eksperimentiral s kubičnimi elementi (nekateri med njimi dvanajst metrov na stran), prekritimi s sekundarno mrežo, izraženo z zunanjimi stenskimi ploščami in okni. Na ta ritem opaževanja so morda vplivale Corbusierjeve podrobnosti o Muzeju zahodne umetnosti v Tokiju.
Japonska mesta, kjer nimajo evropskih trgov, pogosto poudarjajo odnos ljudi do vsakdanjega delovanja ulice. Fumihiko Maki je bil eden izmed številnih arhitektov, ki jih je zanimal odnos med arhitekturo in mestom, kar je razvidno iz del, kot sta Prefekturni športni center Ōsaka (1972) in Spiral in Tōkyō (1985). Podobno je Takefumi Aidaja: 相田武文 (član skupine, znane kot ArchiteXt) zavrnil ideje gibanja metabolistov in raziskoval urbano semiologijo.
V poznih 1970-ih in zgodnjih 1980-ih je Tadao Ando v arhitekturi in teoretičnih spisih raziskoval idejo kritičnega regionalizma – idejo spodbujanja lokalne ali nacionalne kulture v arhitekturi. Andovo interpretacijo tega je pokazal njegova ideja o ponovnem seznanjanju japonske hiše z naravo, odnos, za katerega je menil, da je bil izgubljen z modernistično arhitekturo. Njegovi prvi projekti so bili za majhne mestne hiše z zaprtimi dvorišči (kot je hiša Azuma v Osaki leta 1976). Za njegovo arhitekturo je značilna uporaba betona, vendar je bilo zanj pomembno, da je v svojem delu uporabil prepletanje svetlobe skozi čas s tem in drugimi materiali. Njegove zamisli o integraciji narave so se dobro pretvorile v večje projekte, kot sta Rokkō Housing 1 (1983) (na strmem mestu na gori Rokkō) in Cerkev na vodi (1988) v Tomamuju na Hokaidoju.
Pozna 1980-ta so bila prva dela arhitektov tako imenovane šole Šinohara. To je vključevalo Toyō Itō in Icuko Hasegava, ki ju je zanimalo urbano življenje in sodobno mesto. Itō se je osredotočil na dinamičnost in mobilnost mestnih »urbanih nomadov« s projekti, kot je Tower of Winds (1986), ki je združil naravne elemente, kot sta svetloba in veter, s tehnologijami. Hasegava se je osredotočila na to, kar je poimenovala »arhitektura kot druga narava«. Njen kulturni center Shōnandai v Fudžisavi (1991) je združil naravno okolje z novimi visokotehnološkimi materiali.
Visoko individualistični arhitekti poznih 1980-ih so vključevali monumentalne stavbe Shin Takamacuja in »kozmično« delo Masaharuja Takasakija. Takasaki, ki je v 1970-ih sodeloval z avstrijskim arhitektom Güntherjem Domenigom, deli Domenigovo organsko arhitekturo. Njegova ničelna kozmološka hiša iz leta 1991 v prefekturi Kagošima, zgrajena iz betona, ima v središču kontemplativni »ničelni prostor« v obliki jajca.
- Prefekturna knjižnica in glasbena dvorana Kanagave v Jokohami, zgrajena leta 1954
- Muzej in spomenik šestindvajsetih mučencev, Nagasaki, zgrajen leta 1962
- Pristaniški stolp Kobe, Kōbe, zgrajen leta 1963
- Hiša Azuma, Osaka, zgrajena leta 1976
- Kirin Plaza, Ōsaka, zgrajena leta 1987 (zdaj porušena)
- Zero House, Kagošima, zgrajena leta 1991

## Obdobje Heisei
Obdobje Heisei se je začelo s propadom tako imenovanega "ekonomije mehurčkov", ki je prej spodbudilo japonsko gospodarstvo. Naročila za komercialna arhitekturna dela so praktično usahnila in arhitekti so se pri zagotavljanju projektov zanašali na vladne in prefekturne organizacije.
Na podlagi elementov iz kulturnega centra Šōnandai je Icuko Hasegava zgradil številne kulturne in skupnostne centre po vsej Japonski. To sta vključevala kulturni center Sumida (1995) in skupnostni center Fukuroi (2001), kjer je vključila javnost v proces oblikovanja, medtem ko je raziskovala lastne zamisli o filtraciji svetlobe skozi zunanje stene v notranjost. V svoji zmagi na natečaju za Sendai Mediatheque leta 1995 je Toyō Itō nadaljeval svoje prejšnje misli o dinamiki tekočin v sodobnem mestu s »morskim algam podobnim« stebrom, ki podpirajo sedemnadstropno stavbo, ovito v steklo. Njegovo delo pozneje v tem obdobju, na primer knjižnica na umetniški univerzi Tama v Tokiu leta 2007, prikazuje bolj ekspresivne oblike namesto oblikovane estetike njegovih prejšnjih del.
Čeprav je Tadao Ando postal znan po svoji uporabi betona, je začel desetletje z načrtovanjem japonskega paviljona na razstavi v Sevilji leta 1992, s stavbo, ki je bila razglašena za »največjo leseno konstrukcijo na svetu«. S tem medijem je nadaljeval v projektih za Muzej kulture lesa, Kami, prefektura Hjōgo (1994) in svetišče Komjo-dži v Saidžu (2001).
Praksa Združenega kraljestva, Foreign Office Architects je leta 1994 zmagala na mednarodnem natečaju za načrtovanje Mednarodnega pristaniškega terminala Jokohama. To je valovita struktura, ki izhaja iz okoliškega mesta in oblikuje stavbo, po kateri se lahko sprehodite in vanjo. Klein Dytham Architecture je eden od peščice tujih arhitektov, ki se jim je uspelo močno uveljaviti na Japonskem. Njihova zasnova za Moku Moku Yu (dobesedno »lesna lesna para«), skupno kopališče v Kobučizavi v prefekturi Jamanaši leta 2004, je niz medsebojno povezanih okroglih bazenov in garderob, z ravno streho in oblečenih v barvne navpične lesene elemente.
Po potresu v Kobeju leta 1995 je Shigeru Ban razvil kartonske cevi, ki bi jih lahko uporabili za hitro gradnjo zavetišč za begunce, ki so jih poimenovali »papirnate hiše«. Tudi kot del tega prizadevanja za pomoč je zasnoval cerkev z uporabo 58 kartonskih cevi, ki so bile visoke 5 m in so imele natezno streho, ki se je odpirala kot dežnik. Cerkev so rimskokatoliški prostovoljci postavili v petih tednih. Za Nomadski muzej je Ban uporabil stene iz ladijskih zabojnikov, ki so bili zloženi po štiri visoko in na vogalih združeni z zasukanimi spojniki, ki so ustvarili učinek šahovnice trdnega in praznega. Pomožni prostori so bili izdelani iz papirnatih cevi in plošč iz satja. Muzej je bil zasnovan za razstavljanje in se je nato preselil iz New Yorka v Santa Monico, Tōkio in Mehiko.
Študije zgodovinarja in arhitekta Terunobuja Fudžimorija v 1980-ih o tako imenovanih arhitekturnih zanimivostih, ki jih najdemo v mestu, so navdihnile delo mlajše generacije arhitektov, kot so ustanovitelji Atelierja Bow-Wow. Jošiharu Csukamoto in Momojo Kadžima sta za svojo knjigo Made in Tokyo leta 2001 raziskala mesto glede »neprimerne« arhitekture. Njuno delo skuša zajeti njegov kontekst, namesto da bi ga blokiralo. Čeprav je njihova pisarna v Tōkiō na tesnem mestu, so mesto sprejeli z ogromnimi okni in prostornimi verandami.
Arhitektura Souja Fudžimota se opira na manipulacijo osnovnih gradnikov za ustvarjanje geometrijskega primitivizma. Njegove stavbe so zelo občutljive na topografsko obliko svojega konteksta in vključujejo niz hiš ter otroški dom na Hokaidu.
Dva nekdanja zaposlena pri Toyō Itō, Kazujo Sedžima in Rjue Nišizava, sta leta 1995 ustanovila partnerstvo, imenovano SANAA. Znana sta po ustvarjanju lahkih, preglednih prostorov, ki izpostavljajo fluidnost in gibanje svojih stanovalcev. Njihova trgovina Dior v Šibuju, Tōkiō, leta 2001 je spominjala na Itō's Mediatheque, s hladnimi belimi akrilnimi ploščami na zunanji fasadi, ki filtrirajo svetlobo in delno razkrivajo vsebino trgovine. Njihovo dinamiko pretočnosti dokazuje izobraževalni center Rolex na École Polytechnique Fédérale de Lausanne, dokončan leta 2010. Ta stavba ima valovito talno ravnino, postavljeno pod neprekinjeno streho iz betonske lupine, ki je bila zlita naenkrat v dveh dneh. Načrt je kot biološka celica, prekinjena z mizami in dvorišči. Leta 2009 so zasnovali Paviljon galerije Serpentine v Londonu, ki je obsegal odsevno, lebdečo aluminijasto streho, podprto z vitkimi stebri.
- Japonski paviljon na razstavi v Sevilji leta 1992, zgrajen leta 1992
- Muzej kulture lesa, Kami, prefektura Hjogo, zgrajen leta 1994
- Mednarodni pristaniški terminal Jokohama, zgrajen med letoma 1994 in 2002
- Cerkev iz papirja, Kōbe Zgrajena leta 1995
- Muzej sadja Jamanaši, zgrajen leta 1996
- Univerzitetna knjižnica Tama Art, Tōkiō, zgrajena leta 2007